# TU미디어
원예연TU미디어(TU Media Corp)는 SK텔레콤의 자회사로 대한민국 위성 DMB의 사업자였다. 2003년 12월에 설립되었으며, 2005년 5월 1일에 DMB 본방송을 개시하였다.
그러나 스마트폰 보급 등으로 적자가 심화되어 2012년 7월부터 사업을 접게 되었고, 같은 해 8월 31일을 끝으로 위성 DMB는 완전히 종료되었다.
현재, TU미디어는 SK텔링크와 합병해서 현재 사명으로 쓰고 있다.

## 연혁

### 2000년대
- 2001년 1월 ~ 2004년 8월 - 위성제작 및 시험
- 2001년 9월 - ITU 위성망 국제등록 신청
- 2001년 11월 - 무선 실험국 개설 (분당)
- 2002년 10월 - 일본 MBCo와 사업협력 계약 체결
- 2002년 11월 - 무선 실험국 개설 (서울), 방송센터 기본설계 완료
- 2003년 2월 - 방송위원회 위성 DMB 정책방안 의결
- 2003년 4월 - 정보통신부 위성 DMB 기술표준확정, 삼성전자와 단말기 포괄적 개발협정
- 2003년 9월 - 일본과 주파수 조정 합의
- 2003년 12월 - TU Media Corp 설립
- 2004년 2월 - 방송센터 구축완료
- 2004년 3월 - 방송법 개정
- 2004년 3월 13일 DMB 위성 한별 발사성공
- 2004년 5월 ~ 10월 - 방송센터 종합시험, 시험방송
- 2004년 9월 - 방송법 시행령 공포
- 2004년 11월 - 사업계획서 제출
- 2004년 12월 - 위성 DMB 사업권 획득
- 2005년 4월 - 개국식
- 2005년 5월 - 본방송 개시
- 2006년 12월 - 가입자 100만 돌파
- 2007년 9월 - 현재 가입자 126만 명
- 2009년 11월 - 현재 가입자 203만 명

### 2010년대
- 2010년 11월 - SK텔링크(주)와 합병
- 2012년 7월 - 위성 DMB 사업 중단
- 2012년 8월 31일 - 위성 DMB 서비스 종료

## 방송 이념
- 시청자 중심의 방송
- 더불어 사는 사회를 만드는 방송
- 국민 복지를 발전시키는 국민의 방송

## 채널

### 비디오 채널
- ch.2 - 매일방송
- ch.4 - JTBC
- ch.5 - OBS W
- ch.8 - TvN
- ch.10 - 아리랑국제방송
- ch.12 - YTN
- ch.13 - YTN 사이언스
- ch.14 - YTN2
- ch.15 - 한국경제TV
- ch.16 - 팍스TV
- ch.17 - 토마토TV
- ch.18 - 한국선거방송
- ch.19 - KTV 국민방송
- ch.20 - 국회방송
- ch.21 - CNN
- ch.22 - BBC World News
- ch.23 - CGTN
- ch.24 - CGTN Documentary
- ch.25 - FTV
- ch.26 - K-바둑
- ch.27 - 브레인TV
- ch.28 - MBC NET
- ch.30 - 법률방송
- ch.31 - SMB 드라마채널
- ch.32 - STC 드라마플러스
- ch.34 - 현대홈쇼핑
- ch.35 - 방송대학TV
- ch.36 - tbsTV

### 오디오 채널
- ch.51 - 최신인기가요
- ch.52 - 파워댄스
- ch.53 - 발라드
- ch.54 - 히트인기가요
- ch.55 - 트로트
- ch.56 - 최신인기팝
- ch.57 - 히트팝
- ch.58 - 이지클래식
- ch.61 - TU Request
- ch.62 - 김기덕의 골든팝
- ch.63 - 오디오북
- ch.64 - 아리랑 라디오
- ch.65 - BBC 월드 서비스
- ch.66 - TBS eFM
- ch.67 - TBS FM
- ch.68 - YTN라디오

## TU Ride On
TU Ride On은 차량용 위성 DMB 방송을 대표하는 차별화된 방송서비스다. 통합 DMB (위성 DMB, 지상파 DMB)와 TU TPEG 서비스, 위성 DMB의 프리미엄 컨텐츠를 제공하고 있다.
- TU Ride on[깨진 링크(과거 내용 찾기)]

## 관련 보기
- 디지털 멀티미디어 방송

## 같이 보기
- 대한민국의 경제